# Gidde Palema
Gidde Palema est un cheval de courses né en 1995, en Suède, disputant les courses de trot attelé.

## Carrière
Ce petit-fils du champion français Idéal du Gazeau fut l'un des meilleurs trotteurs du monde au début des années 2000. Né la même année que le crack Victory Tilly, il fut classique dès ses 3 ans mais ne s'affirma réellement que sur le tard, à 8 ans, remportant de nombreuses courses en Scandinavie, qu'il ne quitta qu'en une seule occasion, en 2004, pour venir courir en France, sans succès. Il s'adjugea deux fois le Grand Circuit européen, en 2003 et 2004.

## Palmarès
Suède
- Elitloppet (Gr.1, 2004)
- Hugo Åbergs Memorial (Gr.1, 2000, 2004, 2005)
- Olympiatravet (Gr.1, 2003, 2004, 2005)
- Jubileumspokalen (Gr.1, 2003, 2004, 2005)
- Sundsvall Open Trot (Gr.1, 2003)
- Åby Stora Pris (Gr.1, 2003, 2005)
- 2e Svenskt Trav Derby (Gr.1, 1999)
- 2e Hugo Åbergs Memorial (Gr.1, 2003)
- 2e Sundsvall Open Trot (Gr.1, 2005)
- 3e Åby Stora Pris (Gr.1, 2000)
- 3e Svenskt Travkriterium (Gr.1, 1998)
- 3e Jubileumspokalen (Gr.1, 2000)
- 3e Hugo Åbergs Memorial (Gr.1, 2000)

 Norvège
- Grand Prix d'Oslo (Gr.1, 2003, 2004)

 Danemark
- Copenhague Cup (Gr.1, 2003)
- 2e Copenhague Cup (Gr.1, 2000, 2004, 2005)

 Finlande
- 2e Saint-Michel Ajo (Gr.1, 2004)

 Europe
- Grand Circuit européen (2003, 2004)

## Origines
| Origines de Gidde Palema | Origines de Gidde Palema | Origines de Gidde Palema | Origines de Gidde Palema |
| ------------------------ | ------------------------ | ------------------------ | ------------------------ |
| Père Alf Palema          | Speedy Somolli           | Speedy Crown             | Speedy Scot              |
| Père Alf Palema          | Speedy Somolli           | Speedy Crown             | Missile Toe              |
| Père Alf Palema          | Speedy Somolli           | Somolli                  | Star's Pride             |
| Père Alf Palema          | Speedy Somolli           | Somolli                  | Laureta Hanover          |
| Père Alf Palema          | Highland Bridget         | Super Bowl               | Star's Pride             |
| Père Alf Palema          | Highland Bridget         | Super Bowl               | Pillow Talk              |
| Père Alf Palema          | Highland Bridget         | Highland Maiden          | Speedy Scot              |
| Père Alf Palema          | Highland Bridget         | Highland Maiden          | Princess Martha          |
| Mère Rosie Palema        | Idéal du Gazeau          | Alexis III               | Narioca                  |
| Mère Rosie Palema        | Idéal du Gazeau          | Alexis III               | Olga II                  |
| Mère Rosie Palema        | Idéal du Gazeau          | Venise du Gazeau         | Loiron D.                |
| Mère Rosie Palema        | Idéal du Gazeau          | Venise du Gazeau         | Paquerette II            |
| Mère Rosie Palema        | Haha Arden               | Florlis                  | Florican                 |
| Mère Rosie Palema        | Haha Arden               | Florlis                  | Mighty Phyllis           |
| Mère Rosie Palema        | Haha Arden               | Mirthful                 | Rodney                   |
| Mère Rosie Palema        | Haha Arden               | Mirthful                 | Mimi Hanover             |